# Afrocoelichneumon cornelliger
Afrocoelichneumon cornelliger là một loài tò vò trong họ Ichneumonidae.